# Beato de San Millán
El Beato de San Millán es un manuscrito iluminado que contiene, entre otros, un Comentario al Apocalipsis del Beato de Liébana procedente del monasterio de San Millán de la Cogolla. Actualmente se conserva en la sede de la Real Academia de la Historia (signatura Cod. 33) en Madrid. Es uno de los manuscritos más completos de los Beatos desde el punto de vista de la redacción de textos, aunque está incompletado en lo referente a las iluminaciones.

## Contexto histórico
El manuscrito se realizó en dos épocas diferentes mostrando dos partes distintas de redacción y decoración. La primera, realizada en la provincia de León, data del último cuarto del siglo X (hasta el folio 228). En esta parte más antigua se muestra un pergamino de menor calidad, reflejo de los tiempos difíciles atravesados por el monasterio.
Durante la segunda época, se finalizaría entre finales del siglo XI y el primer cuarto del siglo XII el resto del texto y la iluminación. Probablemente tuvo lugar en el monasterio de San Millán de la Cogolla (La Rioja) y que le da nombre. Durante esta época se completa el coloreado de los dibujos así como la realización de otra miniatura. Según John W. Williams, las miniaturas de este período muestran una influencia de la iluminación románica y en particular la iluminación francesa de la década de 1100.

## Descripción
Como suele ocurrir con otras copias del Beato, este manuscrito contiene, además de la obra del Beato de Liébana, el prólogo del Apocalipsis de San Jerónimo, su Comentario al Libro de Daniel, pero también fragmentos de las Etimologías de San Isidoro de Sevilla. Por otro lado, el manuscrito contiene 48 miniaturas en las primeras 228 páginas y solo 1 en las últimas 54.